# Richard Carl Meister
Richard Carl Meister (Dresda, 27 luglio 1848 – 30 novembre 1912) è stato un linguista tedesco.
Dal 1872 insegnò lezioni al ginnasio Nikolai di Lipsia, dove nel 1892 ricevette il titolo di professore.

## Opere
- De dialecto Heracliensium italicorum, 1871.
- Die griechischen Dialekte auf Grundlage von Ahrens' Werk: De Graecae linguae dialectis; (2 volumi 1882, 1889).
- Zum eleischen, arkadischen und kyprischen Dialekte, 1890.[1]
- Die Mimiamben des Herodas, 1893.
- Dorer und Achäer, 1904.